# Овсійчук Тетяна Володимирівна
Тетяна Володимирівна Овсійчук (нар. 27 червня 1995, м. Острог, Рівненська область) — український художник-постановник, лавреат Національної премії України імені Тараса Шевченка (2024).

## Життєпис

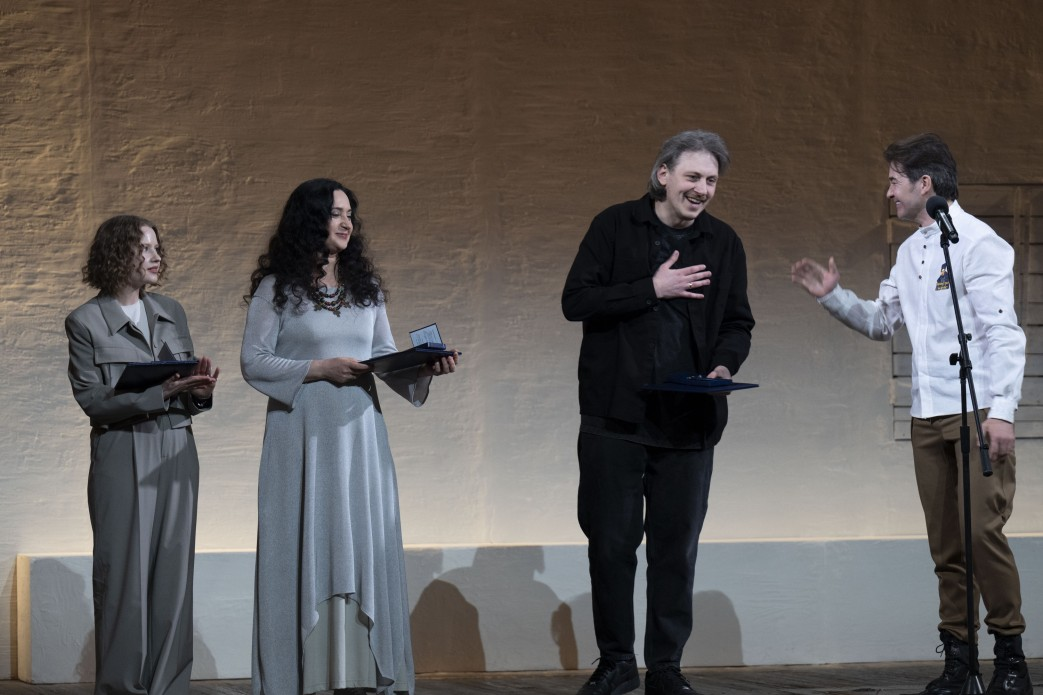
Творча команда вистави «Конотопська відьма» (Тетяна Овсійчук, Сусанна Карпенко, Іван Уривський) та Євген Нищук на врученні Національної премії України імені Тараса Шевченка (березень, 2024)

Тетяна Овсійчук народилася 27 червня 1995 року в місті Острозі, що на Рівненщині.
2022 року закінчила Національну академію образотворчого мистецтва та архітектури (майстерня заслужених діячів мистецтв України Андрія Александровича-Дочевського та Сергія Маслобойщикова). Живе в Києві.
З 2021 року — художник-постановник Національного академічного драматичного театру імені Івана Франка.
Створила образи для вистав:
- «Конотопська відьма» Г. Квітки-Основ'яненка (2023, художник-сценограф та художник по костюмах);
- «Безталанна» І. Карпенка-Карого (2021, художник-постановник);
- «Каліґула» А. Камю, «Кар'єра Артуро Уї, яку можна було спинити» Б. Брехта (обидві — 2022), «Марія Стюарт» Ф. Шіллера (2024, всі — художник по костюмах).

## Нагороди
- Національна премія України імені Тараса Шевченка (5 березня 2024) — за виставу «Конотопська відьма» за повістю Григорія Квітки-Основ'яненка Національного академічного драматичного театру імені Івана Франка[3].